# François Cretté de Palluel
François Cretté de Palluel, né le 31 mars 1741 à Drancy et mort le 29 novembre 1798 à Pierrefitte, est un agronome et homme politique français.

## Biographie
Né à Drancy-les-Noues d’une famille de cultivateurs, passant beaucoup de temps à Paris, mais revenant souvent dans sa famille, fortifiant ainsi son goût pour l’agriculture, son père, François Cretté, maître de poste à Saint-Denis, lui confie la direction de la culture de ses terres de Dugny et du Bourget, près de Paris, alors qu’il a 17 ans.
Sa femme contribue aussi au perfectionnement de l’art agricole. Lui-même, dans ses domaines, il entreprend des travaux de dessèchement (en suivant les méthodes de Bradley) ; beaucoup viennent observer les résultats. Il se distingue également par plusieurs plantations, entre autres des prairies artificielles, et par la suppression des jachères. En 1785, il reçoit une médaille d’or de la part de la Société d’agriculture de Paris, en récompense de ses travaux, et en devient membre en 1787, ce qui fait redoubler son zèle, sa ferme devenant le théâtre des expériences de cette Société.
Il assortit les plantes au sol, donne de l’importance aux plantes traçantes et pivotantes ; il échelonne les époques des ensemencements, permettant la disposition constante de fourrages. Avant d’être membre de la Société, il ne cultive en prairies artificielles que du trèfle et de la luzerne, mais ensuite il s’intéresse davantage aux navets, à la chicorée sauvage, en particulier mêlée avec du trèfle, de la grande pimprenelle et du ray grass. Si plusieurs agronomes ont remis en question cet usage de la chicorée sauvage comme fourrage vert, ce n’est pas le cas d’Arthur Young, qui souligne que « si un homme n’avoit rien fait autre chose pendant sa vie, seroit suffisante pour prouver qu’il n’a pas vécu en vain. » Il donne par ailleurs une grande impulsion à la culture des pommes de terre, créant même une charrue qui facilite leur culture.
Maître de poste à Saint-Denis, à Sannois et à Franconville (qu’il cède en 1789 à son frère Alexandre pour 165 000 livres, ayant un grand nombre de chevaux à nourrir, il use beaucoup des moulins propres à hacher de la paille, et on en fait de portatifs. Il est successivement député à l’Assemblée législative, administrateur du département de Paris, puis juge de paix à Pierrefitte.
Il est inhumé au cimetière du Hazeret à Dugny.

## Publications
- « Mémoire sur les avantages et l'économie que procurent les racines employées à l'engrais des moutons à l'étable », Mémoires d'Agriculture, Trimestre d'été, 1788 p. 17-23, texte intégral sur Gallica.
- Mémoire sur l’amélioration des biens communaux, les desséchements des marais, le défrichement des terres incultes et la replantation des bois, Paris : Impr. royale, 1790, in-8°, 32 p.
- Mémoire sur le dessèchement des marais, et particulièrement sur ceux du Laonnois, Paris, 1789, in-8°
- Formulaire des propriétaires, Paris, 1790, in-8°
- Traité sur les prairies artificielles. Extrait des Mémoires de la Société d’Agriculture de Paris, et des auteurs modernes les plus estimés. Augmenté de la culture de dix plantes qui ne se trouvent pas dans Gilbert. On y a joint la description d’une machine simple, indispensable dans les grandes exploitations, avec laquelle on coupe facilement soixante boisseaux de racine par heure, Paris, 1801, in-8°, V-360 p.

### Sources
- Florian Reynaud, Les bêtes à cornes (ou l'élevage bovin) dans la littérature agronomique de 1700 à 1850, Caen, thèse de doctorat en histoire, 2009, annexe 2 (publications)